# Volker Heißmann

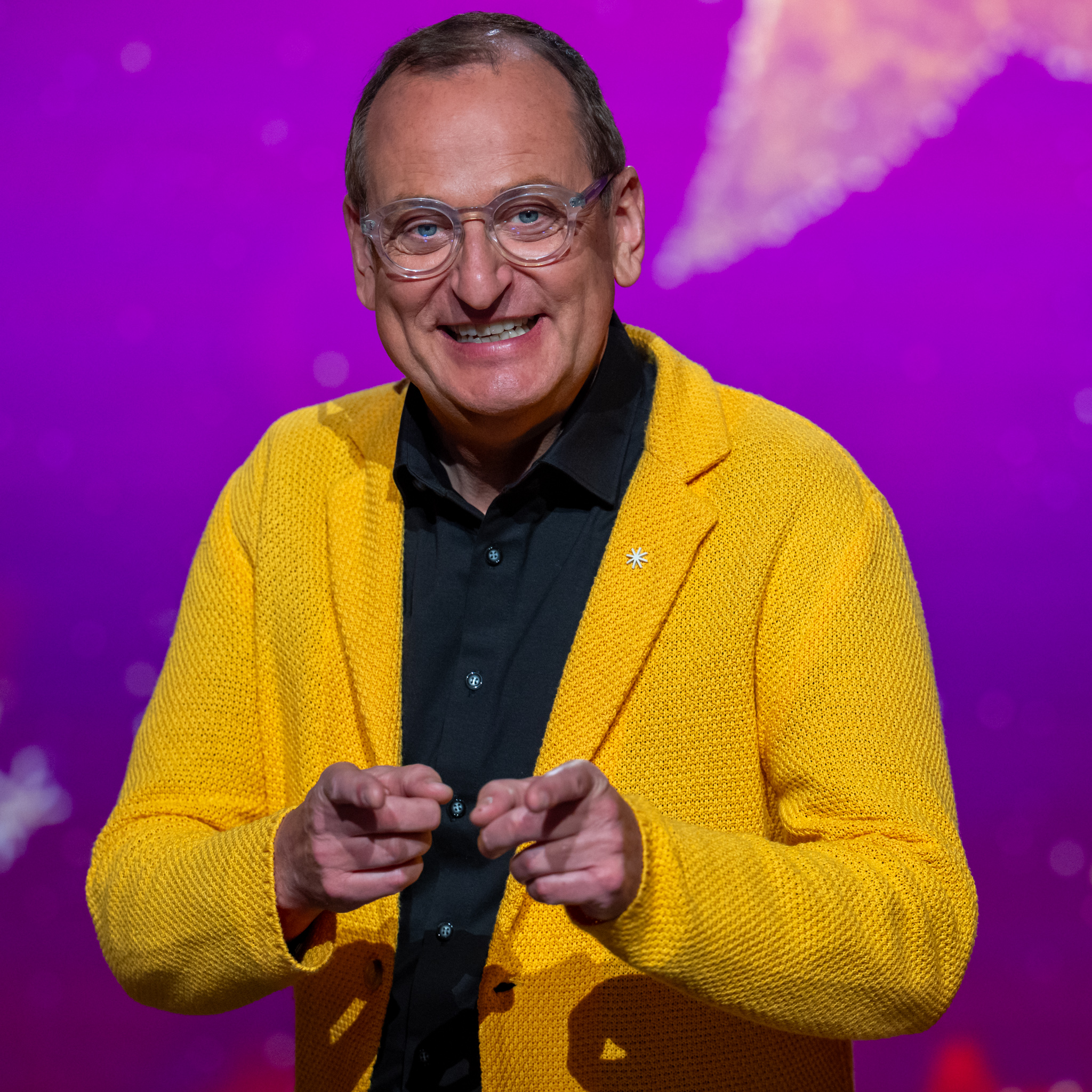
Volker Heißmann (2024)

Volker Heißmann (* 10. März 1969 in Fürth) ist ein deutscher Komödiant, Schauspieler, Sänger, Theaterdirektor und Sportfunktionär.

## Leben
Der 1969 in Fürth geborene Volker Heißmann stand mit fünf Jahren erstmals auf der Bühne. Bevor Volker Heißmann sein komödiantisches Talent zu seinem Beruf machte, absolvierte er seine Schulausbildung an der Hans-Böckler-Schule in Fürth und anschließend eine Ausbildung zum Hotelfachmann. Viele Auftritte mit seinem ersten Partner Marcel Gasde machten ihn in Nürnberg und Fürther Raum bekannt.
Seit 1990 arbeitet er mit Martin Rassau zusammen. Die Zusammenarbeit begann mit gemeinsamen Bühnenauftritten schon in der Schulzeit 1983, seit 1991 mit einer eigenen Kleinbühne, die so erfolgreich war, dass Heißmann und Rassau nach kurzer Zeit an einem anderen Standort die Kleine Komödie Nürnberg mit 280 Plätzen eröffneten. 1998 eröffnete er, mit seinen Kollegen Martin Rassau, Michael Urban und Marcel Gasde, die Comödie Fürth im Berolzheimerianum.
Die bekannteste Bühnenrolle der beiden, das schrille Witwenpärchen „Waltraud und Mariechen“, ist seit 1997 fester Bestandteil der Sendung Fastnacht in Franken im unterfränkischen Veitshöchheim bei Würzburg. Die beiden Witwen waren von 2006 bis 2015 auch fester Bestandteil des Musikantenstadls.
1998 machten Rassau und Heißmann in ihrer Heimatstadt Fürth aus dem stadthistorisch bedeutsamen Berolzheimerianum, das zu dem Zeitpunkt baufällig war, ein größeres Theater mit Erlebnisgastronomie, die Comödie Fürth.
Mit ihrem fränkischen Regiolekt und oft derben Humor beliefert das Duo Heißmann und Rassau sein Publikum und schlüpft dabei in zwar häufig wechselnde, im Kern jedoch weitestgehend gleich bleibende Rollen. Heißmann wird etwa regelmäßig als geistig nicht allzu regsamer Tölpel besetzt. Ein beliebtes Stück aus ihrem Repertoire ist Essn für ann, ihre fränkische Variante von Dinner for One (der fränkische Titel ist zugleich auch die nahezu wörtliche Übersetzung). Regelmäßig strahlt der Bayerische Rundfunk Boulevardkomödien mit Heißmann und Rassau in den Hauptrollen aus. Die Komödien werden im Stammhaus der Comödie Fürth aufgezeichnet.

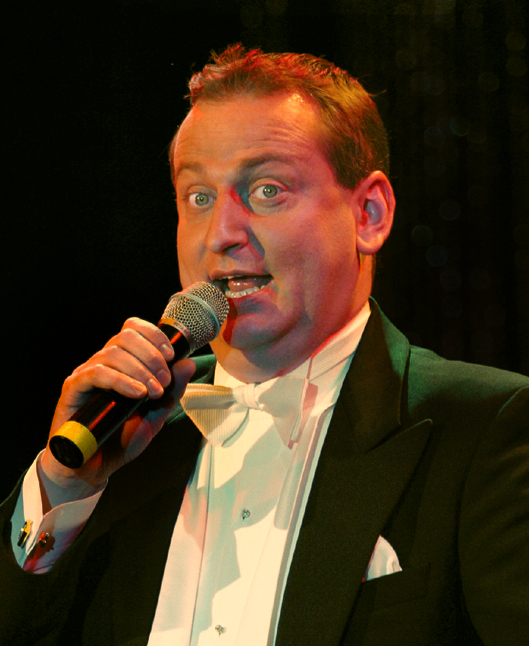
Volker Heißmann (2007)

Parallel dazu erfüllt sich Volker Heißmann regelmäßig den Traum von musikalischen Aufnahmen und Auftritten im Geiste von Showgrößen wie Frank Sinatra oder Dean Martin. Zu Neujahr 2008 wurde die Show „So wie ich bin“ erstmals im Bayerischen Rundfunk gesendet. Von September 2008 bis 2010 lief die Sendung Das ist Heiss-Mann! im Bayerischen Fernsehen. Seit 2009 moderiert Heißmann zuerst mit Heike Götz, dann mit Michael Harles die BR-Live-Sendung Auf geht’s. Seit 1999 ist er jährlich mit seinem Partner Martin Rassau bei der Sternstundengala im BR Fernsehen dabei. Seit 2016 moderiert er mit Sabine Sauer, ab 2021 mit Sandra Rieß die dreistündige Livesendung und ist außerdem seit 2021 beim Sketchformat Fraueng‘schichten dabei.
In der Saison 2010/2011 spielte Heißmann am Staatstheater Nürnberg den Gerichtsdiener Frosch in der Operette Die Fledermaus. Von 2011 bis 2017 stand und steht Heißmann regelmäßig als Alfred P. Dolittle im Musical My Fair Lady auf der Nürnberger Bühne. Von 2013 bis 2016 spielte er den Leopold in der Operette Im weißen Rössl. In der Spielzeit 2015/16 spielte er mit Martin Rassau die beiden Ganoven in Kiss me Kate. Seit 2015 spielte er in über 100 Vorstellungen die Rolle der Zaza im Musical La Cage aux folles an der Comödie Fürth. 2019 spielte er beim Operettensommer auf der Festung in Kufstein den Frosch in der Operette Die Fledermaus. Im September 2019 war die Premiere von Die lustige Witwe, die mit Heißmann und Rassau und dem Musiker Thilo Wolf als Jazz-Operette auf die Bühne der Comödie Fürth gebracht wurde.
Den Sprung von der Bühne auf die Leinwand wagte das Komikerduo Heißmann und Rassau bisher einmalig mit ihrem Episodenfilm 6 auf See, den sie im Jahr 2000 selbst produzierten.
Im März 2017 wurde Volker Heißmann gemeinsam mit Martin Rassau beim ersten Bayerischen Dialektpreis mit einem Sonderpreis geehrt. Am 27. Juni 2018 erhielt er den Bayerischen Verdienstorden. Ebenfalls 2018 ernannte ihn die Initiative Kulturerbe Bayern zusammen mit Martin Rassau zum Kulturerbe Bayern-Botschafter.
Am 17. November 2022 wurde Heißmann zum Präsidenten des Fußballvereins SpVgg Greuther Fürth gewählt, nachdem Präsident Fred Höfler nicht mehr zur Wahl antrat. Heißmann war bereits seit 2018 Vize-Präsident.

## Auszeichnungen
- 1992: Kulturförderpreis der Stadt Fürth
- 2001: Goldener Nürnberger Trichter der Nürnberger Trichter Karnevalsgesellschaft e. V. 1909
- 2004: Frankenwürfel des Bezirks Mittelfrankens
- 2007: Goldene Bürgermedaille der Stadt Fürth
- 2011: Orden „Wider den Neidhammel“
- 2017: Bayerischer Dialektpreis
- 2018: Kulturerbe Bayern Botschafter
- 2018: Bayerischer Verdienstorden
- 2019: Sigi-Sommer-Taler
- 2024: Karl-Valentin-Orden
- 2024: Schlappmaulorden